# Folkemødet

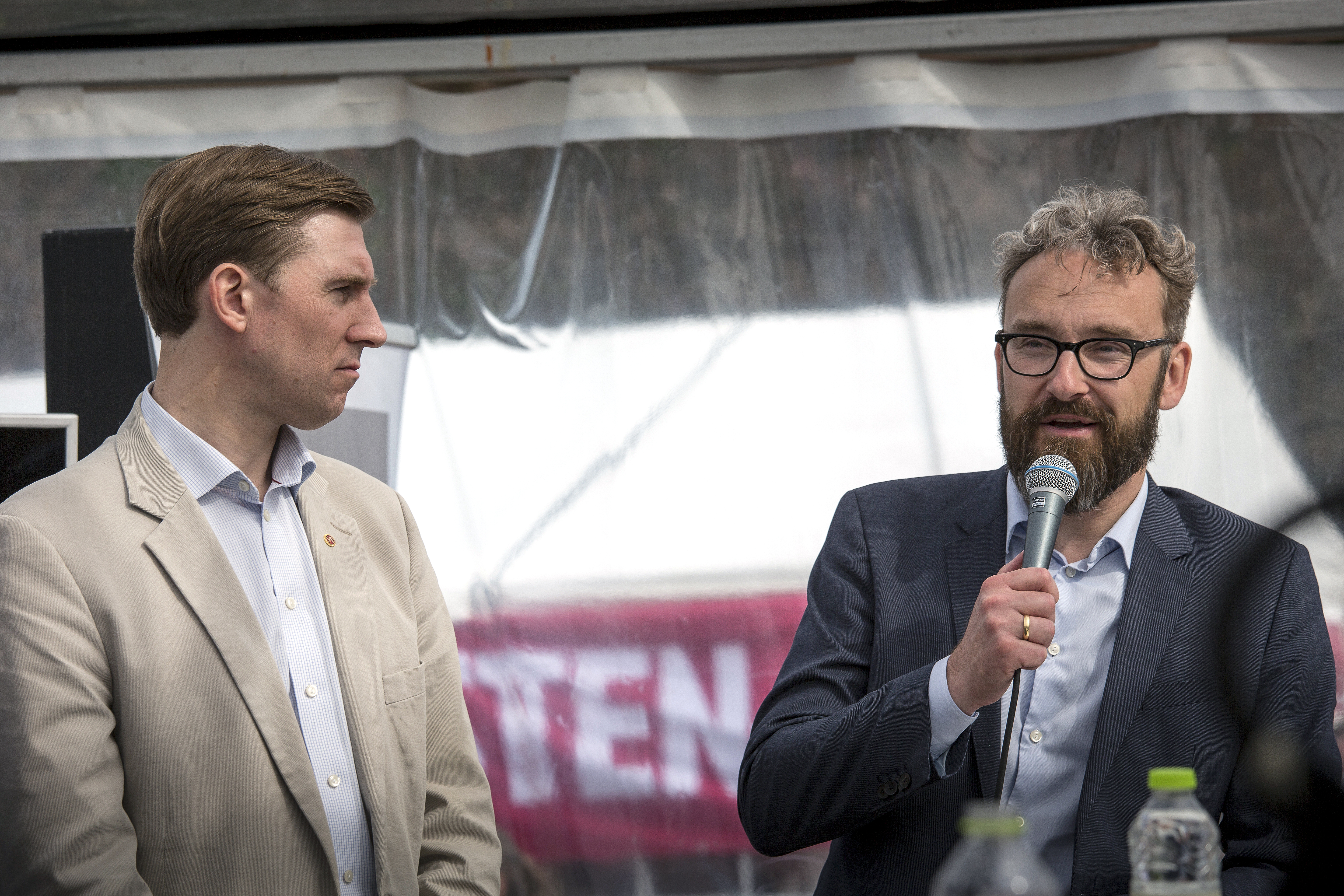
Svenske socialdemokraten Henrik Fritzon i en debatt på Folkemødet 2017 med Danmarks transportminister Ole Birk Olesen (Liberal Alliance) om utformningen av en eventuell framtida tunnel mellan Helsingborg och Helsingör.

Folkemødet är ett politiskt arrangemang som ägt rum sedan 2011 i Allinge på Bornholm i Danmark under fyra dagar i mitten av juni. Syftet är att samla alla intressegrupper och enskilda personer med intresse för demokrati, över åsikts- och partigränserna. Detta sker genom informella samtal, tal och möten. Bertel Haarder har kallat det "en politisk Roskildefestival med mindre öl och mer prat". 
Folkemødet är inspirerat av Almedalsveckan som äger rum vecka 27 på Gotland i Sverige varje år. 
När partiledare för partier i Folketinget håller tal från huvudscenen är det inte tillåtet att arrangera något annat på Folkemødet.